# 西部客运站站
西部客運站站（：／ Seobujeongnyujang yeok */?）副站名關門市場（관문시장），是大邱地鐵1號線沿線的一座地下車站，位於韓國大邱廣域市南區大明洞。該站原名聖堂池站（성당못역），2019年時改為現名。

## 車站結構
站體為2面2線側式月台的地下車站，候車月台設有月台幕門和自動伸縮踏板，並有3處出口。
本站為大邱地鐵的車站當中曲線角度大到因而發生事故的車站。

### 月台配置
| 松峴 ↑ |
| \| 上  |
| ↓ 大明 |

| 月台 | 路線               | 目的地                   |
| ---- | ------------------ | ------------------------ |
| 上行 | ●大邱都市铁道1号线 | 上仁、辰泉、舌化椧谷方向 |
| 下行 | ●大邱都市铁道1号线 | 半月堂、中央路、安心方向 |

## 歷史
- 1997年11月26日：聖堂池站（성당못역）落成啟用，並設置副站名關門市場（관문시장）。
- 2016年8月15日：裝設月台幕門。
- 2019年1月7日：站名改為西部客運站站。

## 車站周邊
- 關門市場
- 頭流公園（朝鲜语：두류공원）
- 大邱市文化藝術會館
- 聖堂洞民眾服務室
- 大邱工業大學（朝鲜语：대구공업대학교）
- 信明郵局
- 韓國農業協會西大邱支社
- 道路交通公團（朝鲜语：도로교통공단）大邱支社

## 圖片

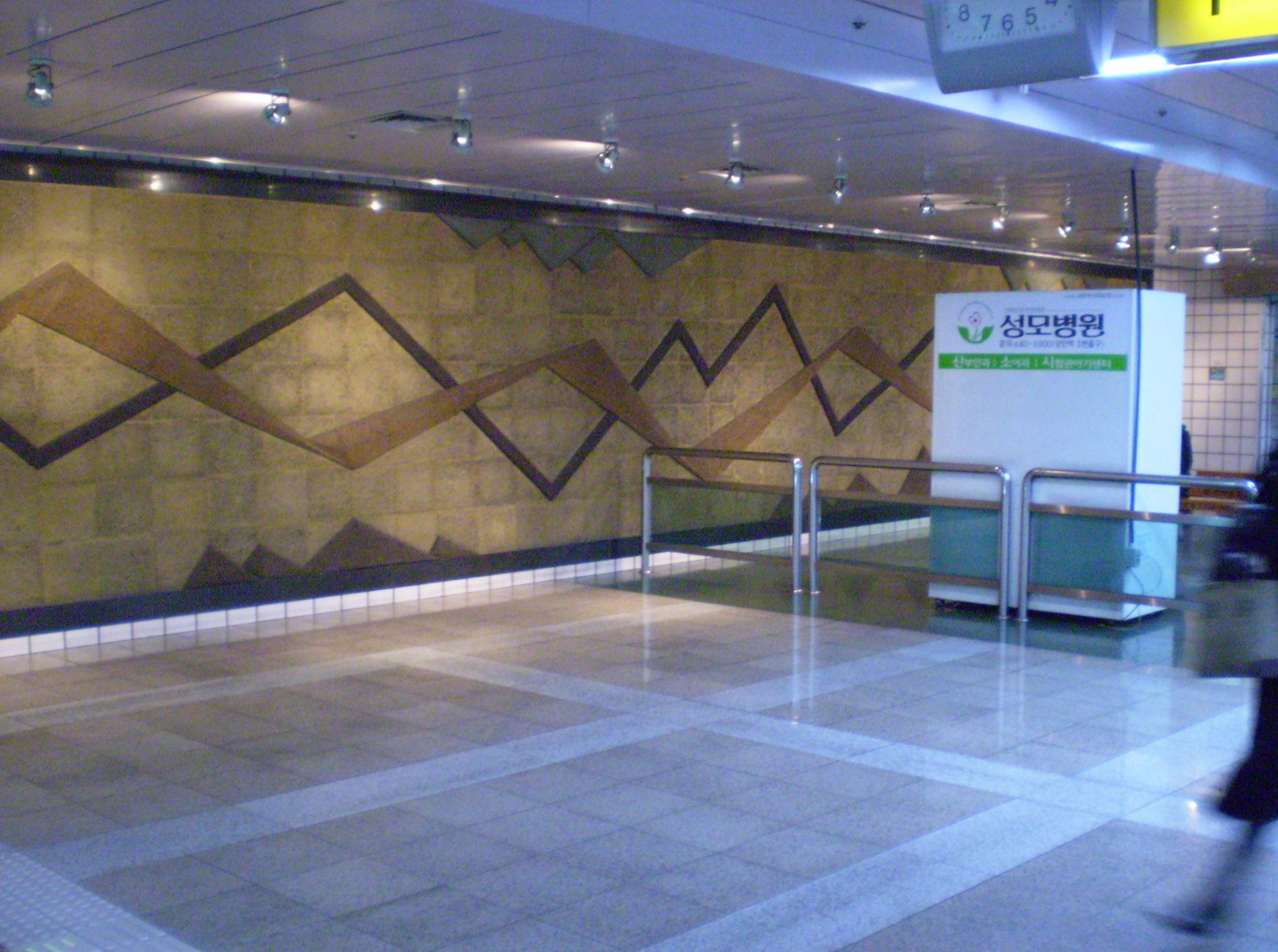
站內公共藝術
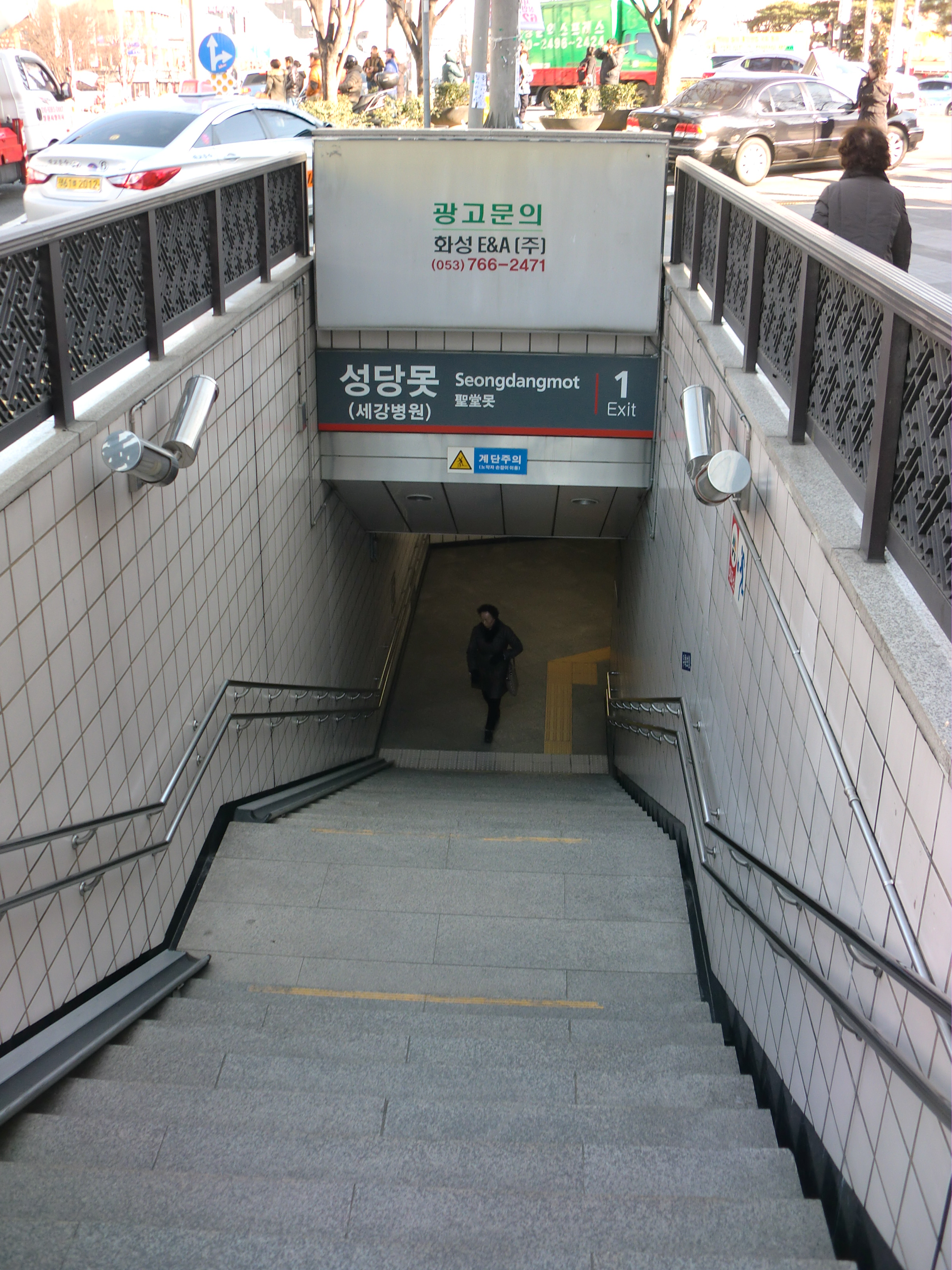
1號出口
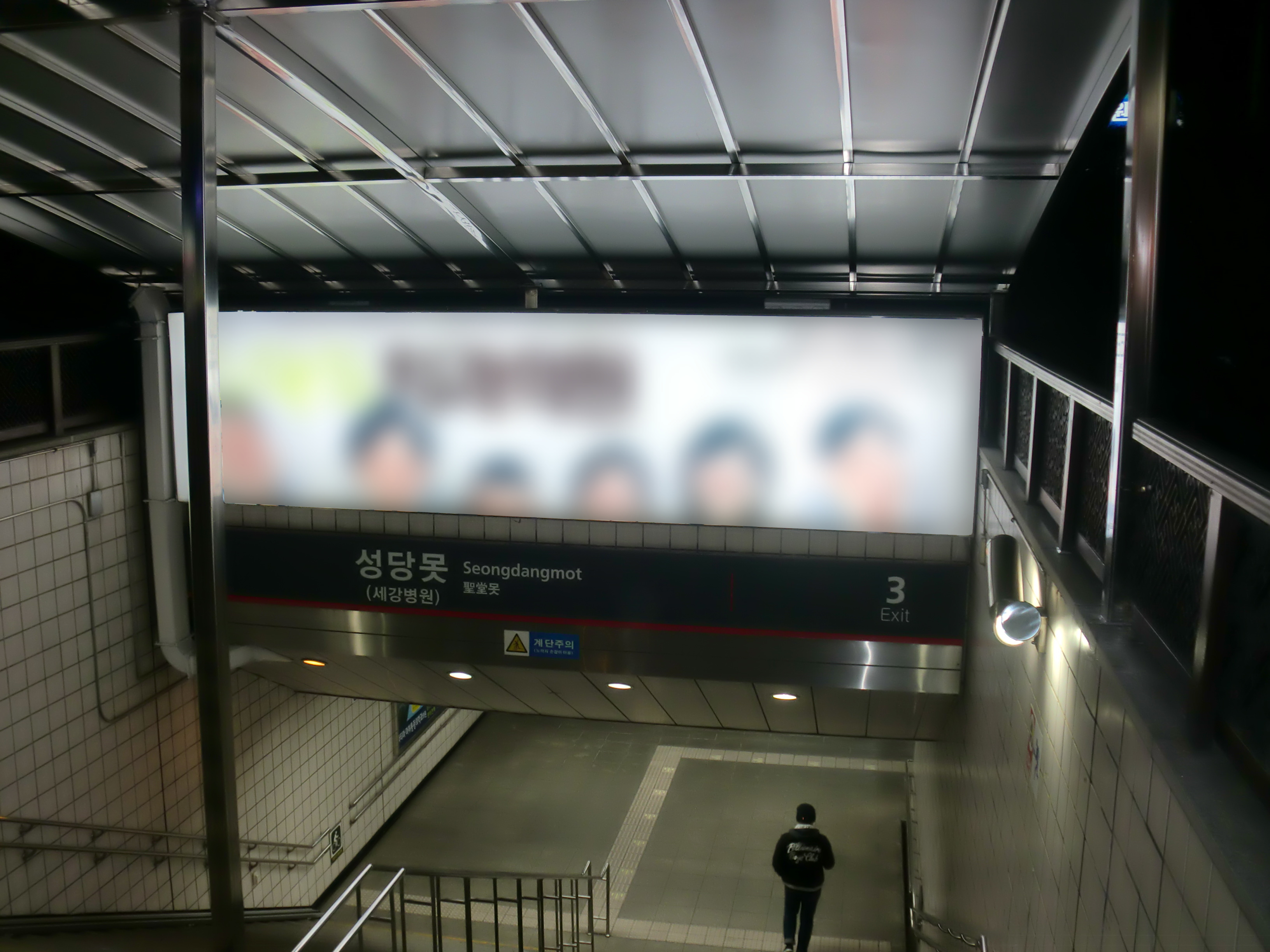
3號出口

## 相鄰車站
大邱都市鐵道公社
●大邱都市铁道1号线
松峴（122）－西部客運站（123）－大明（124）